# Gábor Balog
Gábor Balog (ur. 2 września 1990 w Békéscsabie) – węgierski pływak, uczestnik igrzysk olimpijskich w Pekinie, Londynie i Rio de Janeiro, medalista mistrzostw Europy.

## Życiorys

### Mistrzostwa Europy
Reprezentował swój kraj na mistrzostwach Europy juniorów w 2007 i 2008. Z Antwerpii (z 2007 roku) przywiózł 2 brązowe medale: w konkurencji 200 metrów stylem grzbietowym i w sztafecie 4 × 100 metrów zmiennym. Rok później udało mu się zdobyć srebro na dystansie 200 metrów stylem grzbietowym.
Na seniorskich mistrzostwach zdobył trzy brązowe medale (200 metrów stylem grzbietowym z Berlina w 2014 roku oraz sztafetach zmiennych 4 × 100 metrów mężczyzn i mieszanej zdobyte w 2016 roku).

### Mistrzostwa świata
Brał udział w mistrzostwach świata w 2017 roku. Zajął 21. miejsce na dystansie 100 m stylem grzbietowym, uzyskując czas 54,88.

### Igrzyska olimpijskie
Reprezentował Węgry na trzech kolejnych igrzyskach olimpijskich. W Pekinie zajął 31. miejsce w konkurencji 200 m stylem grzbietowym.
W Londynie startował na dwóch dystansach: 200 metrów stylem grzbietowym (kończąc na 11. miejscu) oraz 4 × 100 metrów dowolnym (zajmując z drużyną 14 pozycję).
W Rio de Janeiro na dystansie 100 metrów stylem grzbietowym uzyskał czas 54,48 i uplasował się na 25. miejscu.